# 奥利弗·威廉姆森
奥利弗·伊頓·威廉姆森（英語：Oliver Eaton Williamson，1932年9月27日—2020年5月21日）是一名美國經濟學家，加利福尼亞大學柏克萊分校教授。2009年，他與埃莉诺·奥斯特罗姆共同獲得諾貝爾經濟學獎，以表彰其對經濟治理的貢獻。
威廉姆森對交易成本經濟學和企業理論的貢獻在社會科學中具有影響力。